# 나약
나약(Nayak)은 인도에서 제작된 사티야지트 레이 감독의 1966년 드라마 영화이다. 우탐 쿠마르 등이 주연으로 출연하였다.

## 출연

### 주연
- 우탐 쿠마르

## 사운드트랙
전체 작곡: Satyajit Ray
| #  | 제목              | 재생 시간 |
| -- | ----------------- | --------- |
| 1. | 〈Arindam Theme〉 | 1:52      |